# Diospyros clavigera
Diospyros clavigera är en tvåhjärtbladig växtart som beskrevs av Charles Baron Clarke. Diospyros clavigera ingår i släktet Diospyros och familjen Ebenaceae. Inga underarter finns listade i Catalogue of Life.